# Архиепархия Чанганачерри
Архиепархия Чанганачерри (лат. Eparchia Kothamangalamensis, малаял. ചങ്ങനാശ്ശേരി അതിരൂപത) — архиепархия Сиро-малабарской католической церкви c центром в городе Чанганачерри, Индия. В митрополию Чанганачерри входят епархии Канджирапалли, Палаи, Тукалая. Кафедральным собором архиепархии Чанганачерри является церковь Пресвятой Девы Марии.

## История
20 мая 1887 года Римский папа Лев XIII издал бреве Quod iam pridem, которой учредил апостольский викариат Коттаяма, выделив её из архиепархии Вераполи.
28 июля 1896 года апостольский викариат Коттаяма передал часть своей территории новому апостольскому викариату Эрнакулама (сегодня — Архиепархия Эрнакулам — Ангамали) и одновременно был переименован в апостольский викариат Чанганачерри.
29 августа 1911 года апостольский викариат Чанганачерри передал несколько приходов апостольскому викариату Коттаяма (сегодня — Архиепархия Коттаяма).
21 декабря 1923 года Римский папа Пий XI выпустил буллу Romani Pontifices, которой преобразовал апостольский викариат Чанганачерри в епархию. В этот же день епархия Чанганачерри вошла в митрополию Эрнакулама.
25 июля 1950 года епархия Чанганачерри передала часть своей территории для возведения новой епархии Палаи.
29 июля 1956 года епархия Чанганачерри была возведена в ранг архиепархии.
26 февраля 1977 года архиепархия Чанганачерри передала часть своей территории для новых епархий Канджирапалли и Тукалая.

## Ординарии архиепархии
- епископ Шарль Лавинь (13.09.1887 — 11.06.1896);
- епископ Мэтью Макил (25.10.1896 — 29.08.1911);
- епископ Томас Куриалачери (30.08.1911 — 2.06.1925);
- епископ James Kalacherry (24.10.1927 — 27.10.1949);
- архиепископ Matthew Kavukattu (25.07.1950 — 9.10.1969);
- архиепископ Антоний Падияра (14.06.1970 — 23.04.1985) — назначен архиепископом Эрнакулама;
- архиепископ Joseph Powathil (5.11.1985 — 22.01.2007);
- архиепископ Joseph Perumthottam (22.01.2007 — по настоящее время).

## Источник
- Annuario Pontificio, Ватикан, 2007
- Бреве Quod iam pridem Архивная копия от 16 июля 2012 на Wayback Machine, ASS 19 (1886—1887), стр. 513—514  (лат.)
- Булла Romani Pontifices Архивная копия от 3 марта 2013 на Wayback Machine, AAS 16 (1924), стр. 257  (лат.)